# Daiki Kanei
Daiki Kanei (japanisch 金井 大樹 Kanei Daiki; * 8. Dezember 1987 in der Präfektur Fukuoka) ist ein japanischer Fußballspieler.

## Karriere
Kanei erlernte das Fußballspielen in der Schulmannschaft der Fukuoka Daiichi High School und der Universitätsmannschaft der Fukuoka University of Economics. Seinen ersten Vertrag unterschrieb er 2010 beim Japan Soccer College. 2010 wurde er an den Erstligisten Albirex Niigata ausgeliehen. Im Juni 2010 kehrte er zum Japan Soccer College zurück. 2011 wechselte er zum Zweitligisten Kataller Toyama. 2014 wechselte er zum Ligakonkurrenten Roasso Kumamoto. Für den Verein absolvierte er acht Ligaspiele. Im August 2015 wurde er an den Ligakonkurrenten Ōita Trinita ausgeliehen. 2016 kehrte er zu Roasso Kumamoto zurück. Ende 2016 beendete er seine Karriere als Fußballspieler.